# Muang Sisattanak
Muang Sisattanak är ett distrikt i Laos.   Det ligger i provinsen Vientiane, i den västra delen av landet, 5 km sydost om huvudstaden Vientiane.